# Ford Model V8-51
Ford Model V8-51 — вантажівка від виробника автомобілів Ford, яка вироблялася та продавалась у всьому світі як Ford 51 з 1935 до 1940-х років. Ford of Britain побудував модель як Fordson 61 і 62. У всьому світі Ford-Barrel-Nose-Truck пізніше стали наступниками серії.